# Бельский, Максим Натанович
Макси́м Ната́нович Бе́льский (Моисе́й Ната́нович Минц) (1898—1937) — советский разведчик и деятель спецслужб; особоуполномоченный Иностранного отдела ОГПУ при СНК СССР (1922—1924). Резидент ОГПУ при СНК СССР в Праге (1924—1925) и Копенгагене (1925—1927). В 1937 году расстрелян в «особом порядке», в 1958 году реабилитирован посмертно.

## Биография
Родился в 1898 году в городе Рыпин в Плоцкой губернии, Царства Польского в семье служащего. Еврей. В 1916 году после окончания гимназии, вступил в партию эсеров. В 1917 году окончил 2 курса юридического факультета Новороссийского университета.
В 1917 году после Октябрьской революции, вступил в РСДРП(б), принят на службу в РККА — делопроизводителем Екатеринославского красногвардейского отряда. С 1918 года сотрудник Разведотдела Штаба Украинской Красной Армии, участник Гражданской войны на Украинском фронте. С 1919 года сотрудник военно-агентурного отдела Штаба 3-й Украинской Красной армии. С 1919 года после окончания 3-х Одесских командных артиллерийских курсов назначен сотрудником Особого курсантского отряда Южной группы войск.
С 1920 года в ВЧК при СНК РСФСР — помощник уполномоченного Одесской ГубЧК, инспектор политотдела 14-й армии на Юго-Западном фронте, начальник следственного отдела и член Коллегии Тираспольской ГубЧК и
начальник агентуры Одесской ГубЧК. С 1921 года заместитель начальника секретно-оперативной части и начальник Особого (контрразведывательного) отдела Николаевской ГубЧК и заместитель председателя ВЧК в Севастополе.
С 1922 года назначался помощником начальника Иностранного отдела ГПУ при НКВД УССР и особоуполномоченным Иностранного отдела ОГПУ при СНК СССР. С 1924 года резидент ОГПУ при СНК СССР — в Праге (под прикрытием должности 2-го секретаря советской миссии) и с 1925 года в Копенгагене (под прикрытием должности атташе полномочного представительства СССР в Дании). В 1930 году окончил Венский институт мировой торговли. Владел немецким, польским, английским, французским, чешским и скандинавскими языками.
С 1930 года сотрудник для особых поручений при начальнике Особого отдела ОГПУ при СНК СССР. С 1931 года помощник начальника Саровского ИТЛ ГУЛАГ. С 1932 года начальник оперативного сектора ОГПУ по Читинской области. С 1933 года помощник начальника Экономического отдела ОГПУ по Московской области.
С 1934 года сотрудник особого резерва ГУГБ НКВД СССР. С 1937 года после окончания Института красной профессуры при ЦК ВКП(б) работал в Контрразведывательном отделе ГУГБ НКВД СССР.
Арестован 2 июня 1937 года. Внесен в Сталинский расстрельный список в «особом порядке» от 20 августа 1937 года по 1-й категории  ("за" Сталин, Косиор, Молотов, Каганович, Ворошилов). 21 августа 1937 года «особым порядком» приговорён к ВМН — расстрелу, в тот же день приговор приведён в исполнение. Всего в тот день по списку было расстреляно 38 сотрудников НКВД, в т.ч. известные разведчики  А. Х. Артузов, О. Штейнбрюк,, Ф. Я. Карин, Б. М. Гордон,, М. С. Горб, А. С. Бакони, С. И. Чацкий, В. А. Илинич,  Ф. Я. Яфедов и др. Место захоронения — «могила невостребованных прахов» №1  крематория Донского кладбища. Реабилитирован посмертно 10 апреля 1958 года определением Военного трибунала Московского военного округа

## Награды
- Почётный сотрудник госбезопасности
- Почётное именное оружие